# Spandaugevangenis
De Spandaugevangenis was een gevangenis in Berlijn-Spandau. De bouwtijd was van 1876 tot 1879. Ze lag aan de Wilhelmstraße.
Oorspronkelijk was deze gevangenis bedoeld als Duitse militaire gevangenis. Vanaf 1919 werden er ook burgergevangenen ondergebracht.
Het gebouw viel na de Tweede Wereldoorlog onder het bestuur van de vier bezettingsmachten (de Verenigde Staten, Frankrijk, Groot-Brittannië en de Sovjet-Unie). Iedere maand van het jaar had een andere bezettingsmacht zeggenschap over de gevangenis.
In totaal werden er zeven Duitse oorlogsmisdadigers uit het Proces van Neurenberg opgesloten. Op 18 juli 1947 werden ze naar Spandau gebracht. De gevangenen werden niet met hun naam maar met hun nummer aangesproken. Zo was Baldur von Schirach nummer 1, Albert Speer nummer 5 en Rudolf Hess nummer 7.
| Naam                   | veroordeling | einde gevangenschap | reden            |
| ---------------------- | ------------ | ------------------- | ---------------- |
| Konstantin von Neurath | 15 jaar      | 6 november 1954     | gezondheid       |
| Erich Raeder           | levenslang   | 26 september 1955   | gezondheid       |
| Karl Dönitz            | 10 jaar      | 1 oktober 1956      | straf uitgezeten |
| Walther Funk           | levenslang   | 16 mei 1957         | gezondheid       |
| Baldur von Schirach    | 20 jaar      | 1 oktober 1966      | straf uitgezeten |
| Albert Speer           | 20 jaar      | 1 oktober 1966      | straf uitgezeten |
| Rudolf Hess            | levenslang   | 17 augustus 1987    | zelfmoord        |

Omdat Hess vanaf 1966 als enige gevangene in het complex zat, werd de gevangenis wel de duurste van Europa genoemd.

## Sloop na de dood van Hess
Na de dood van Hess in 1987 werd het gebouw gesloopt, om te voorkomen dat het als pelgrimsoord voor neonazi's zou gaan dienen. Om de volledige vernietiging te kunnen waarborgen werd alle puin verpulverd en in de Noordzee gestort. Op de plaats van de gevangenis werd een winkelcentrum voor Britse militairen gebouwd, het Britannia Center Spandau, dat na het vertrek van de Britse troepen in 1994 werd omgebouwd tot een regulier winkelcentrum.

## Films
- Speer en Hitler (oorspronkelijke titel Speer und Er): een filmserie over Albert Speer door Heinrich Breloer. In het derde deel Spandau - Die Strafe worden de verhoudingen in de gevangenis zeer aanschouwelijk weergegeven.
- Wild Geese II is een Amerikaanse actiefilm uit 1985, die een fictieve ontvoering van Hess als thema heeft. Hess wordt hier gespeeld door Laurence Olivier.